# Bernardo Bertolucci
Bernardo Bertolucci (ur. 16 marca 1941 w Parmie, zm. 26 listopada 2018 w Rzymie) – włoski reżyser i scenarzysta filmowy.

## Życiorys
Syn poety Attilia Bertolucciego, starszy brat reżysera Giuseppe Bertolucciego. Studiował na Uniwersytecie Rzymskim, ale porzucił studia tuż przed uzyskaniem dyplomu. Jako samodzielny reżyser debiutował filmem Kostucha (1962), według scenariusza Piera Paola Pasoliniego, którego był wcześniej asystentem. 
Jego film Konformista został w 1971 nominowany do Oscara za scenariusz adaptowany. Nakręcony w 1972 film Ostatnie tango w Paryżu z Marlonem Brando w roli głównej wywołał skandal z powodu śmiałych scen erotycznych. Z kolei dramat biograficzny Ostatni cesarz (1987) zdobył dziewięć Oscarów, w tym za najlepszy film roku, reżyserię i scenariusz.
Przewodniczył jury konkursu głównego na 43. MFF w Cannes (1990). Będąc już na wózku inwalidzkim, pełnił funkcję przewodniczącego jury na 70. MFF w Wenecji (2013).
Zmarł 26 listopada 2018 w Rzymie, w wieku 77 lat, na raka płuc.

## Filmografia
- 1962: Kostucha (La commare secca)
- 1964: Przed rewolucją (Prima della rivoluzione)
- 1966: Droga nafty (La via del petrolio) – dokument
- 1968: Partner
- 1969: Agonia – nowela w Miłość i wściekłość (Amore e rabbia)
- 1970: Strategia pająka (Strategia del ragno)
- 1970: Konformista (Il conformista)
- 1971: Zdrowie jest chore, czyli biedni umrą wcześniej[7] – dokument
- 1972: Ostatnie tango w Paryżu (Ultimo tango a Parigi)
- 1976: Wiek XX (Novecento)
- 1979: Księżyc (La Luna)
- 1981: Tragedia człowieka śmiesznego (La tragedia di un uomo ridicolo)
- 1987: Ostatni cesarz (L’ultimo imperatore)
- 1990: Pod osłoną nieba (The Sheltering Sky)
- 1993: Mały Budda (Little Buddha)
- 1996: Ukryte pragnienia (Stealing Beauty)
- 1998: Rzymska opowieść (Besieged)
- 2002: Histoire d’eaux – nowela w  Dziesięć minut później...[8]
- 2003: Marzyciele (The Dreamers)
- 2012: Ja i ty (Io e te)

## Nagrody i nominacje

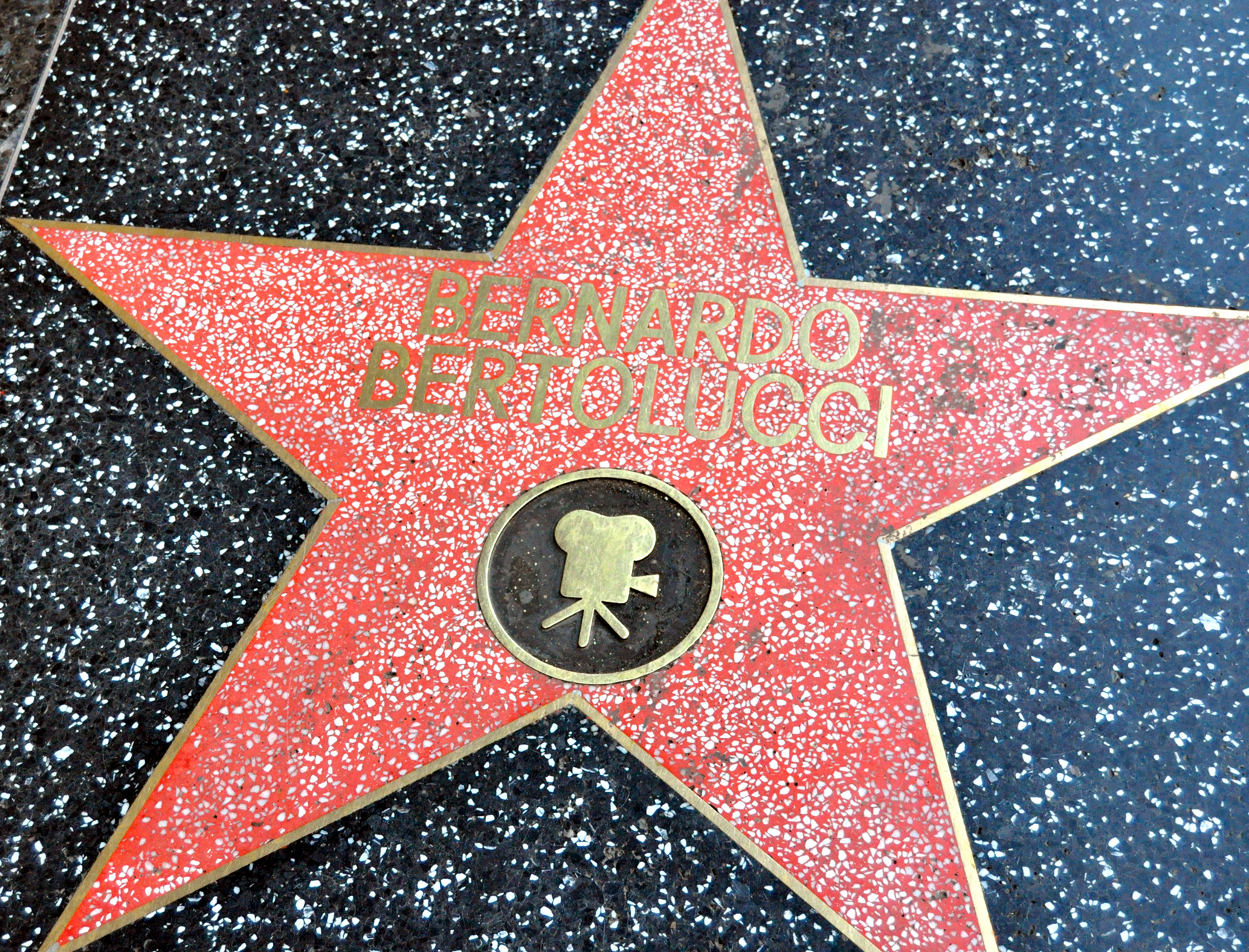
Gwiazda w Hollywood Walk of Fame

| Rok  | Nagroda                                    | Kategoria                                             | Za                            | Wynik     |
| ---- | ------------------------------------------ | ----------------------------------------------------- | ----------------------------- | --------- |
| 1988 | Nagroda Akademii Filmowej                  | Najlepsza reżyseria                                   | Ostatni cesarz                | Wygrana   |
| 1988 | Nagroda Akademii Filmowej                  | Najlepszy scenariusz adaptowany                       | Ostatni cesarz                | Wygrana   |
| 1974 | Nagroda Akademii Filmowej                  | Najlepsza reżyseria                                   | Ostatnie tango w Paryżu       | Nominacja |
| 1972 | Nagroda Akademii Filmowej                  | Najlepszy scenariusz adaptowany                       | Konformista                   | Nominacja |
| 1991 | Złoty Glob                                 | Najlepszy reżyser                                     | Pod osłoną nieba              | Nominacja |
| 1988 | Złoty Glob                                 | Najlepszy reżyser                                     | Ostatni cesarz                | Wygrana   |
| 1988 | Złoty Glob                                 | Najlepszy scenariusz                                  | Ostatni cesarz                | Wygrana   |
| 1974 | Złoty Glob                                 | Najlepszy reżyser                                     | Ostatnie tango w Paryżu       | Nominacja |
| 1972 | Złoty Glob                                 | Najlepszy film nieangielskojęzyczny                   | Konformista                   | Nominacja |
| 1989 | Nagroda Brytyjskiej Akademii Filmowej      | Najlepszy film                                        | Ostatni cesarz                | Wygrana   |
| 1989 | Nagroda Brytyjskiej Akademii Filmowej      | Najlepsza reżyseria                                   | Ostatni cesarz                | Nominacja |
| 1996 | Festiwal Filmowy w Cannes                  | Złota Palma                                           | Ukryte pragnienia             | Nominacja |
| 1968 | Festiwal Filmowy w Cannes                  | Złota Palma                                           | Tragedia człowieka śmiesznego | Nominacja |
| 1970 | Międzynarodowy Festiwal Filmowy w Berlinie | Nagroda Interfilm im. Otto Dibeliusa                  | Konformista                   | Wygrana   |
| 1970 | Międzynarodowy Festiwal Filmowy w Berlinie | Nagroda Interfilm – rekomendacja na forum „Nowe Kino” | Konformista                   | Wygrana   |
| 1970 | Międzynarodowy Festiwal Filmowy w Berlinie | Złoty Niedźwiedź                                      | Konformista                   | Nominacja |
| 1969 | Międzynarodowy Festiwal Filmowy w Berlinie | Złoty Niedźwiedź                                      | Miłość i wściekłość           | Nominacja |
| 1988 | César                                      | Najlepszy film zagraniczny                            | Ostatni cesarz                | Wygrana   |
| 2007 | Międzynarodowy Festiwal Filmowy w Wenecji  | Honorowy Złoty Lew                                    |                               | Wygrana   |
| 1968 | Międzynarodowy Festiwal Filmowy w Wenecji  | Złoty Lew                                             | Partner                       | Nominacja |